# NGC 1289
NGC 1289 је лентикуларна галаксија у сазвежђу Еридан која се налази на NGC листи објеката дубоког неба.
Деклинација објекта је - 1° 58' 23" а ректасцензија 3h 18m 49,8s. Привидна величина (магнитуда) објекта NGC 1289 износи 12,5 а фотографска магнитуда 13,5. NGC 1289 је још познат и под ознакама IC 314, UGC 2666, MCG 0-9-54, CGCG 390-55, PGC 12342.